# 金子雄司
金子 雄司(かねこ ゆうじ、1942年 - )は、日本の文学者。ICU卒業。中央大学名誉教授。元日本シェイクスピア協会会長。

## 略歴
1942年、福島県に生まれる。ICU卒業後、バーミンガム大学大学院留学を経て、東京大学大学院博士課程単位を取得。中央大学名誉教授や日本シェイクスピア協会会長などを歴任。シェイクスピア作品印刷の歴史、本文編纂理論の歴史、および現在の編纂理論を研究領域としている。

## 主な著書
- 『The Restoration Stage Controversy (The History of British Theatre Series),6 vols.』 Routledge 1996年 (復刻版監修・解説執筆)[1][2]
- 『シェイクスピア本文とは何か』 英語青年 2001年4月号〜2002年1月号連載[1][2]
- 『19-20世紀の版本 - 理論と実践』 (「シェイクスピア大事典」所載) 日本図書センター 2002年[1][2]
- 『シェイクスピア本文の再生産』 (「岩波講座 文学1」所載) 岩波書店 2003年[1][2]
- 『シェイクスピア作品の印刷本と本文編纂』 (「新編・シェイクスピア案内」所載) 研究社 2007年[1][2]
- 『19世紀英国家庭のためのシェイクスピア戯曲全集(The Family Shakespeare)』全10巻 ユーリカ・プレス 2009年 (復刻版監修・解説執筆)[1][2]
- 『シェイクスピアの「原作」 - 20世紀シェイクスピア本文批判の歴史』 中央大学人文科学研究所 2014年[1][2]